# Cinémas Lumière
Les cinémas Lumière est un réseau de salles de cinéma appartenant à l'institut Lumière. Il comprend le Lumière Bellecour, le Lumière Terreaux et le Lumière Fourmi.
L'institut Lumière a racheté trois anciens cinémas de Lyon, dont les anciens CNP de Bellecour et Terreaux, fin 2014,,. Ils sont d'abord fermés pour travaux,. Rouverts fin 2015, ils ont pris leur nouveau nom début 2017.